# Racławicka metróállomás
A Racławicka egy metróállomás Varsóban a varsói M1-es metró vonalán.

## Szomszédos állomások
A metróállomáshoz az alábbi állomások vannak a legközelebb:
- Pole Mokotowskie (Młociny, M1-es metróvonal)
- Wierzbno (Kabaty, M1-es metróvonal)

## Átszállási kapcsolatok
| M1 (Młociny ↔ Kabaty) |                        |                         |
| Állomás               | Átszállási kapcsolatok | Fontosabb létesítmények |
| Racławicka            | 174                    |                         |